# Pleophragmia leporum
Pleophragmia leporum är en svampart som beskrevs av Fuckel 1870. Pleophragmia leporum ingår i släktet Pleophragmia och familjen Sporormiaceae.   Inga underarter finns listade i Catalogue of Life.